# Bactrophora dominans
Bactrophora dominans is een rechtvleugelig insect uit de familie Romaleidae. De wetenschappelijke naam van deze soort is voor het eerst geldig gepubliceerd in 1842 door Westwood.